# Grand Prix automobile de Sebring 2020
La 1re édition du Grand Prix automobile de Sebring 2020 (officiellement appelé le 2020 Cadillac Grand Prix of Sebring) a été une course de voitures de sport organisée sur le circuit du Sebring International Raceway à Sebring, aux États-Unis, qui s'est déroulée du 16 juillet 2020 au 18 juillet 2020. Il s'agissait de la troisième manche manche du championnat United SportsCar Championship 2020 et toutes les catégories de voitures du championnat ont participé à la course.

## Circuit

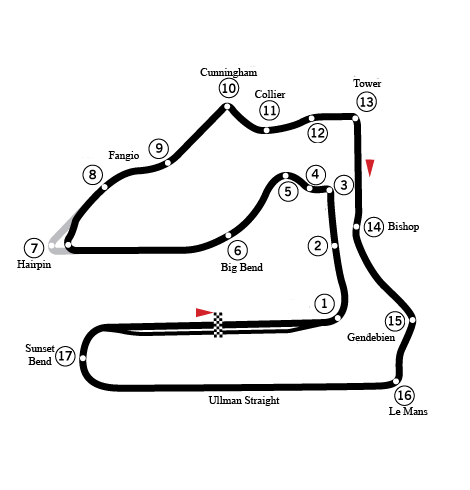
Le Sebring International Raceway, cadre des 12 Heures de Sebring 2019.

Les 12 Heures de Sebring 2020 se déroulent sur le Sebring International Raceway situé en Floride. Il est composé de deux longues lignes droites, séparées par des courbes rapides ainsi que quelques chicanes. Ce tracé a un grand passé historique car il est utilisé pour des courses automobiles depuis 1950. Ce circuit est célèbre car il a accueilli la Formule 1.

## Qualifications

### Classement de la course
Voici le classement provisoire au terme de la course.
- Les vainqueurs de chaque catégorie sont signalés par un fond jauni.
- Pour la colonne Pneus, il faut passer le curseur au-dessus du modèle pour connaître le manufacturier de pneumatiques.

## Pole position et record du tour
- Pole position :
- Meilleur tour en course :

## À noter
- Longueur du circuit : 3,74 miles
- Distance parcourue par les vainqueurs :